# Porsica curvaria
Porsica curvaria är en fjärilsart som beskrevs av George Francis Hampson 1892. Porsica curvaria ingår i släktet Porsica och familjen tandspinnare. Inga underarter finns listade i Catalogue of Life.